# José María Morelos (Hidalgo)
José María Morelos también conocido como San José Morelos, es una localidad de México perteneciente al municipio de Emiliano Zapata en el estado de Hidalgo.

## Geografía
A la localidad le corresponden las coordenadas geográficas 19° 40’ 53.585” de latitud norte y 98° 34’ 35.895” de longitud oeste, con una altitud de 2505 m s. n. m. Se encuentra a una distancia aproximada de 6.53 kilómetros al noroeste de la cabecera municipal, Emiliano Zapata.
En cuanto a fisiografía se encuentra dentro de las provincia del Eje Neovolcánico, dentro de la subprovincia de Lagos y Volcanes de Anáhuac; su terreno es de llanura y lomerío. En lo que respecta a la hidrografía se encuentra posicionado en la región del río Panuco, dentro de la cuenca del río Moctezuma, en la subcuenca de lagunas de Tochac y Tecocomulco. Cuenta con un clima templado subhúmedo con lluvias en verano, de humedad media.

## Demografía
En 2020 registró una población de 1545 personas, lo que corresponde al 10.18 % de la población municipal. De los cuales 761 son hombres y 784 son mujeres. Tiene 404 viviendas particulares habitadas.
| Gráfica de evolución demográfica de José María Morelos entre 1980 y 2020                     |
|                                                                                              |
| Población de los censos y conteos del Instituto Nacional de Estadística y Geografía (INEGI). |

## Economía
La localidad tiene un grado de marginación bajo y un grado de rezago social muy bajo.